# Gamasomorpha kusumii
Gamasomorpha kusumii là một loài nhện trong họ Oonopidae.
Loài này thuộc chi Gamasomorpha. Gamasomorpha kusumii được miêu tả năm 1963 bởi Komatsu.